# Patricia O'Sullivan
Patricia O'Sullivan, née le 1er septembre 1926 à New Haven (États-Unis) et morte le 6 novembre 2019 à Orange (États-Unis), est une golfeuse amateure américaine.
Elle y est l'une des meilleures golfeuses du circuit dans les années 1940 et 1950 mais n'a jamais entrepris de démarche pour devenir professionnelle. Malgré son statut amateur, elle remporte un tournoi majeur en s'imposant sur le Championnat Titleholders lors de la saison 1951. Elle obtient également des places d'honneur sur d'autres tournois majeurs telle sa secondes places sur le Western Open la même année.

## Palmarès

### Victoires professionnelles
| N° | Date       | Circuit principal | Tournoi                  | Score           | Par  | Marge   | Finaliste      |
| -- | ---------- | ----------------- | ------------------------ | --------------- | ---- | ------- | -------------- |
|    | 18/03/1951 | LPGA              | Championnat Titleholders | 73-76-77-76=301 | + 13 | 2 coups | Beverly Hanson |